# TFX戰鬥機
TF-X Kaan战斗机（英語：Turkish Fighter Experimental）是土耳其航空航太工業於2010年12月啟動的雙發第五代戰鬥機項目。
與其他國家一樣，土耳其也想研製出屬於自己國家生產的第五代戰鬥機，躋身第五代戰鬥機俱樂部之列。項目初期由土耳其國防工業執行委員會決定設計，及後土耳其與瑞典紳寶集團簽署《技術援助協議》，由紳寶集團為TFX項目提供技術援助。在正式計畫啟動時，則是選擇和英國航太廠商貝宜系統合作。
2024年2月21日，Kaan战斗机在安卡拉穆尔泰德空军基地进行了首次飞行。

## 概述
2010年12月15日，土耳其國防工業執行委員會（SSIK）決定開發本土能夠用於制空的下一代戰鬥機，以取代土耳其現役的F-16戰鬥機並與F-35配合作戰。初期土耳其政府為計畫投資2,000萬美元，由土耳其國防工業局與土耳其航空航天工業（TAI）共同進行為期兩年的初步概念設計，並於2013年後期完成概念設計。在2年的計畫初步階段，TAI公司完成了6個基礎概念設計，其中3款在2013年土耳其國際國防工業博覽會展出，在2013年底選擇了其中一款進行工程開發。
但由於土耳其自身製造戰鬥機的經驗甚少，該國航太工業的技術儲備不足以讓土耳其研製第五代戰鬥機，因此土耳其總統阿卜杜拉·居爾於2013年3月13日訪問瑞典期間，便曾就TFX項目尋求援助。此外，土耳其也曾求助於義大利，希望轉移該國持有的颱風戰鬥機相關技術。

### 與紳寶集團的合作
在土耳其總統阿卜杜拉·居爾於2013年3月13日訪問瑞典期間，雙方簽署了一項《技術援助協議》，其內容大致如下：
- 紳寶集團將為土耳其的TFX項目提供技術援助。
- 土耳其航空航天工業（TAI）將購買紳寶集團的戰鬥機設計。

### 貝宜系統參與
2015年12月6日，土耳其國防工業局宣布選擇與英國的航太廠商貝宜系統（BAE）合作，由BAE協助開發第五代戰鬥機。同一日，英國宣布勞斯萊斯將向土耳其釋出EJ200渦輪風扇噴射發動機的技術轉移，以促成兩國的聯合戰機發展計畫。2017年1月英國首相德蕾莎·梅伊訪問土耳其時，英國BAE與土耳其KAI兩間公司完成合作計畫簽約，KAI以1億英鎊的價格聘請BAE的工程技術團隊提供開發戰機的相關支援，根據合作協議，英國國防產業允許向土耳其出口相關的技術資料、軟體與設備。

## 設計
TFX的設計將與目前的第五代戰鬥機設計大同小異，擁有內部武器艙，並且設計出優秀的超音速巡航能力，確保TFX合乎現在的第五代戰鬥機標準。
除此之外，TFX的機身將會採用碳纖維複合材料製造。由於土耳其一直負責製造F-35戰鬥機的部份機身，因此土耳其在使用複合材料上會有較大的優勢。

### 綜合航空電子系統
目前土耳其ASELSAN公司正在開發一個非常先進的有源相控陣雷達，其將會成為TFX的雷達配置。

### 發動機
土耳其總理艾哈邁德·達武特奧盧於2015年1月8日宣布，TFX將會是一款雙引擎戰鬥機。現時根據土耳其國防工業曾說明，TFX 將會在三間公司，包括奇異公司、普惠公司和歐洲渦輪噴射發動機公司三擇其一，作為TFX的動力來源。
2015年1月20日，ASELSAN公司宣布，已與歐洲渦輪噴射發動機公司合作簽署備忘錄，並指出歐洲渦輪噴射發動機公司的EJ200衍生型將會用在TFX上。然而，由於上述引擎尚未完成開發，故樣機及首批量產機將改用通用電氣F110引擎。
2025年有消息稱，巴基斯坦準備與土耳其聯手，在巴基斯坦境內建造 TF-X Kaan 「可汗」戰鬥機的生產線，並準備使用中國產的「渦扇-10G 」做為引擎。

## 使用國
- 土耳其[21]
- 印度尼西亞[22]

## 資料來源
1. ↑  蜂評綜合報導. . 蜂評網. 2023-05-03  [2023-07-01]. （原始内容存档于2023-07-01） （中文（臺灣））.
2. ↑  . 2013-05-29  [2015-05-12]. （原始内容存档于2015-05-09）.
3. ↑  . Feza Gazetecilik A.Ş., todayszaman.com. 15 June 2011  [2015年5月12日]. （原始内容存档于2012年12月8日）.
4. ↑  . SSM, ssm.gov.tr. 11 April 2013  [2015年5月12日]. （原始内容存档于2013年10月29日）.
5. ↑  . Военный паритет. 2012-02-06  [2021-02-03]. （原始内容存档于2021-02-08） （俄语）.
6. ↑  . Hürriyet Gazetecilik ve Matbaacılık A.Ş., hurriyet.com.tr. 20 March 2013  [2015-05-12]. （原始内容存档于2015-09-24） （土耳其语）.
7. ↑  . Dünya Süper Veb Ofset A.Ş, dunya.com. 7 February 2013  [2015年5月12日]. （原始内容存档于2013年4月15日） （土耳其语）.
8. ↑  . Defence News. 2015-12-06 （英语）.
9. ↑  . Department for International Trade, the UK. 2017-07-26  [2018-10-29]. （原始内容存档于2020-12-29）.
10. ↑  Turkish Aerospace Industries, Inc. . Turkish Aerospace Industries, Inc.   [2015年5月12日]. （原始内容存档于2016年3月4日）.
11. ↑  . Materials Today. 2009-11-03  [2015-05-12]. （原始内容存档于2014-11-29）.
12. ↑  .   [2015-05-12]. （原始内容存档于2015-05-14）.
13. ↑  . ainonline.com. 17 May 2013. （原始内容存档于2014-06-26）.
14. ↑  .   [2015-05-12]. （原始内容存档于2015-02-16）.
15. ↑  .   [2015-01-22]. （原始内容存档于2015-01-25）.
16. ↑  .   [2015-05-12]. （原始内容存档于2015-02-12）.
17. ↑  .   [2015-05-12]. （原始内容存档于2015-01-30）.
18. ↑  .   [2015-05-12]. （原始内容存档于2015-07-06）.
19. ↑  Güleş, Okan. . TGRT Haber. 2022-05-03  [2024-06-18]. （原始内容存档于2024-12-12）.
20. ↑  . Newtalk新聞. 2025-01-16  [2025-02-18] （中文（臺灣））.
21. ↑  陳治程. .
22. ↑  丘學陞. . 青年日報社.